# 金逌根
金逌根（韓語：김유근， 1785年10月21日—1841年1月9日）， 字景先，号黄山、竹林、默笑居士。朝鲜王朝后期文人，外戚，纯祖大王纯元王后、领议政金左根之兄。父永安府院君金祖淳，母青阳府夫人沈氏。逌根善书法、诗画，时与金正喜、权敦仁并称三剑客。曾任行判敦寧府事，与其父一同是当时势道政治与汉阳两班的代表人物，卒谥文贞，有集《黄山遗稿》遗世，其画作《五株枯木图》、《大石堂怪石图》和《研山堂硏山图》今藏于韩国国家博物馆。

## 诗作
翠碧丹崖出半天，澄江環合作平川。
何年雲影棲黃鶴，遙夜簫聲降紫烟。

疊石還如圖上見，層巒却似鏡中懸。

月明更向峯頭去，羽化多應不讓仙。——赤壁次农岩韵